# つるべがおかず
つるべがおかずはABCラジオで1993年4月から1998年12月12日まで放送されていたラジオ番組。毎週土曜深夜に放送していた。
本項では1990年10月 - 1993年4月に同枠で放送されていた『鶴瓶・青春のアンコール』についても記述する。両番組は内容的には連続している。

## 出演者
パーソナリティは笑福亭鶴瓶。
スタート時から最終回までの通しの出演は鶴瓶、中村行延、浅川美智子。
番組中期に鶴瓶の所属する松竹芸能の若手であった、オセロ、大阪キッズ、のイズ（後に解散）が週替わりに登場して、途中の箱番組で鶴瓶の弟子2人（笑福亭晃瓶と笑福亭瓶二）コーナー（晃瓶・瓶二15分）が入っていた。
後期には松竹の若手が卒業して、中村智子（ABCアナウンサー）と笑福亭晃瓶が加入。月に1回は、鶴瓶の親友の「むや」がしゃべりに来ていた。
原則として、生放送。後期は様々な企画を行った為、収録放送が増えた。

## 放送時間
土曜日　24:40 - 26:40（1990年10月 - 1991年9月）

土曜日　24:10 - 26:10（1991年10月 - 1996年3月）

土曜日　25:00 - 27:00（1996年4月 - 1998年12月）

## 番組の遍歴
鶴瓶がリスナーから番組宛に届いたハガキを読みながら、フリートークが進み、時には気になったリスナーへスタジオから電話を直接 掛けていた。
テレビの今、ラジオの今後、政治経済、友人知人の話しと鶴瓶ワールド全開で時に厳しく、時に本気で熱く話していた。
番組のラスト15分前後はスタジオの直通電話で早掛けで繋がったリスナーと会話を行って、点天の餃子を鶴瓶の権限でプレゼントしていた。
中村行延の弾き語りが不定期で行われた。福島道場で一度、リスナーの奥様が誕生日ということで電話を掛けて弾き語りをしたところ、電話を切られてしまい、その後は何度掛けても出てもらえなかったことがある。
毎月 第1土曜日は「福島道場」と名付けて、スタジオに観客を入れ、公開生放送を行っていた。
『青春のアンコール』時代より、中村を迎えての電話生リクエストや、スタジオでのフォークライブなどの企画が多かった。また、この番組がきっかけで、鶴瓶のトークとフォークライブの組み合わせという番組形式は後にABCテレビの『ねごとの穴』などでも展開された。
年2回（当時）の聴取率調査週間は惜しくも終了してしまった過去のラジオ番組を実際の出演者を呼んで番組内で再現したり、終了していない番組でも現実には実現しない出演者の組み合わせで放送するという企画が行われたことがあり、『フレッシュ9時半!キダ・タローです』をキダ・タローと初代アシスタントを呼んで行ったり、『ポップ対歌謡曲』を司会：鶴瓶、回答者：キダ・タロー（歌謡曲側）、新野新（ポップ側）として行ったことがある。
番組中期には「全国制覇」と称し、大阪発の番組の電波を受信したリスナーからの電話を受け付け、最初に繋がったリスナーを「城主」と命名。全国47都道府県の全てを網羅しようという企画を行い、見事に達成した。
1990年5月9日の放送で「番組名のつるべがおかずはどういう意味で付けたのか？」とリスナーからの疑問に鶴瓶自身がタイトルを付けたことを公表して、「僕をおかずにして皆さんは寝てください、僕は弁当で言うと鮭だ」と話し、浅川は「私は梅干し」と発するとメンバーから爆笑と拍手が起こった。
1998年5月30日の放送では、毎月続けていた福島道場を一時休止すると発表。ディレクターの交代により、同じリスナーばかりが毎月来てしまうことになったマンネリを打破するためと説明。番組には道場閉鎖反対の手紙が殺到。反対の中で2通だけ、賛成の意見が書かれていた。
その後、1998年8月28日夜に事前収録という形で福島道場が復活。この時の模様は8月29日に放送した。10月31日は生放送で福島道場が復活。
以降、「おかずテレホン」（通称・テレクラ）と題して、梅田、なんば、天満などで鶴瓶の弟子やスタッフがチラシを配り、放送日の電話番号に掛けてもらい、メンバーと電話するという企画を行った。通常は生放送だが、この企画の時は収録が多かった。
1998年10月3日のオープニングで、さらっと「12月で終わるんですよ」と発表。「ダイエーが降りたんです」とダイエーの生コマーシャルが毎回 無茶苦茶だったことを指摘しながらも「僕は本当はずっと続けたかったけど、1998年1月頃に（ディレクターから）1998年4月で終わりませんか？」と伝えられ、さらには「（4月以降は）鶴瓶さんだけで続けたい」と打診された。鶴瓶自身の地位とラジオでのギャラが高騰していて、他のメンバーをリストラして、鶴瓶だけの番組を提案されたとのこと。
その事に鶴瓶自身が「僕、ほんまにこの番組おもろい思てたんですよ。辞めるのはいいけど、レーティング（聴取率）がとんでもなく、はじけてた」とのこと。中村行延も「レーティングがずっとトップを独走していた。番組が始まって、7年間。一度もトップの座を譲ったことが無かった」と告白。結果を踏まえて、4月以降も続けようと決まったものの、1998年8月にディレクターから再び呼び出され、「もう持ちません」と終了の通達を受ける。
鶴瓶自身が本当に面白いと思っていたから「このメンバーで、どっか行きませんか？」と他局で同じメンバーでやろうと呼びかけた。
この番組は提供スポンサーの点天も浅川美智子の出演に関しても鶴瓶自身が全て引っ張ってきた上で番組を心底 楽しんでいた為、「いい形で幕引きしよう。そしたら僕（鶴瓶）だけが残るわけじゃなく、楽しいうちに終われる」とディレクターと相談の上、1998年12月12日で終了が決まった。

## スポンサー

### 『青春のアンコール』時代
ダスキン、松下電器産業（現・パナソニック）の提供だったが、後にダスキンの一社提供となり、ダスキン降板後は点天（一口餃子のチェーン店）となった。
番組開始当初の1990年10月 - 1991年3月はTBSラジオにネットしていた。TBSラジオの放送分は大塚食品、清酒 月桂冠の提供だった。

### 『つるべがおかず』時代
引き続き、点天の一社提供だった。
1998年9月までは、スーパーマーケットのダイエーもスポンサーに加わり、浅川による生コマーシャルが行われていた。
ダイエーの催し紹介のコーナーで、原稿読みを担当する浅川が「地下鉄 谷町線の出戸駅を上がった所にあります、ダイエー出戸店…」と発した後に必ず笑い、出演者もそれに釣られて笑うのが名物となっていた。
1998年9月26日放送分をもって、ダイエーがスポンサーを降りた。上記の通り、番組終了が一度 決まった時にダイエーをスポンサーで引っ張ってきたのは浅川自身で、無茶苦茶な生コマーシャルでも許されていた。スポンサーを降りたことで浅川は憤慨した。ダイエーが9月末でスポンサーを降板した事が発覚したのは最終回の発表をした1998年10月3日の放送直前で、それまでは鶴瓶を始め、ダイエーが降板したことを誰も知らなかったため、浅川は自分がスポンサーを紹介していたために知らない間にひっそりと降板していたことにショックの余り、怒りを隠せなかった。